# Guillermo Roux
Guillermo Roux   (Buenos Aires, 17 de setembre de 1929 - 28 de novembre de 2021)
 va ser un pintor argentí conegut per les seves aquarel·les, collages i frescos.
Roux va néixer a Buenos Aires, Argentina, el setembre de 1929. El seu pare, Raúl Roux, era un conegut pintor uruguaià. Va estudiar a l'Escola de Belles Arts de Buenos Aires fins al 1948, i el 1956 va viatjar a Roma. Allà, Roux va treballar a la bottega d'Umberto Nonni com a ajudant en projectes de restauració i decoració. Va tornar a l'Argentina el 1960 i es va traslladar a la província de Jujuy, on va ensenyar art i va continuar pintant.
Va viure a Nova York, on va treballar com a il·lustrador i pintor, de 1966 a 1967, i va tornar a Buenos Aires. Va viatjar molt, exhibint a Berlín, Londres, Múnic, París i Sicília, i el 1975 va obtenir el seu primer premi internacional en la XIII Biennal d'Art de São Paulo. A això li va seguir, entre altres honors, el Premi Konex (el principal premi en l'àmbit cultural argentí), el 1982. El treball de Roux va ser agregat a la col·lecció Phillips a Washington, DC, el 1988, i va aportar un dels quatre nous frescos que es van afegir a la cúspide de la galeria comercial, Galeries Pacífic, quan va ser reobert el 1991.
Roux va crear el seu propi taller d'ensenyament el 1997; els seus temes inclouen vida, arlequins, actors italians i formes geomètriques; sovint són surrealistes. Va ser nomenat ciutadà il·lustre de Buenos Aires el 2007.
Va morir el 28 de novembre de 2021, a l'edat de 92 anys.